# Paratropes
Paratropes (лат.) — род насекомых из семейства Ectobiidae отряда тараканообразных. Ареал рода охватывает Центральную и Южную Америку от Мексики на севере до Французской Гвианы на востоке и Бразилии и Перу на юге.

## Виды
В роде Paratropes 13 видов:
- Paratropes aequatorialis Saussure, 1864 — Бразилия, Боливия и Эквадор;
- Paratropes bilunata (Saussure & Zehntner, 1893) — Коста-Рика и Панама;
- Paratropes biolleyi (Saussure & Zehntner, 1893) — Коста-Рика, Панама и Колумбия;
- Paratropes elegans (Burmeister, 1838) — Гайана, Суринам, Французская Гвиана, Бразилия;
- Paratropes heydeniana Saussure, 1864 — Бразилия;
- Paratropes lateralis (Eschscholtz, 1822) — Бразилия;
- Paratropes lycoides Serville, 1838 — Бразилия;
- Paratropes metae Hebard, 1921 — Колумбия;
- Paratropes mexicana Brunner von Wattenwyl, 1865 — Мексика;
- Paratropes otunensis Salazar, 2004 — Колумбия;
- Paratropes pensa Rehn, 1928 — Перу;
- Paratropes phalerata (Erichson, 1848) — Панама, Колумбия, Бразилия, Гайана, Суринам, Французская Гвиана и остров Тринидад;
- Paratropes seabrai Rocha e Silva & Aguiar, 1978 — Бразилия.